# Edwin Godwin Reade
Edwin Godwin Reade (* 13. November 1812 im Person County, North Carolina; † 18. Oktober 1894 in Raleigh, North Carolina) war ein US-amerikanischer Politiker der Know-Nothing Party. Er vertrat den Staat North Carolina im US-Repräsentantenhaus sowie während des Sezessionskrieges als Senator im ersten Konföderiertenkongress.
Nach dem Schulbesuch war Reade zunächst in der Landwirtschaft tätig, ehe er die Rechtswissenschaften studierte und 1835 in die Anwaltskammer aufgenommen wurde, woraufhin er in Roxboro als Jurist zu praktizieren begann.
1854 wurde er für die Knownothings, die auch unter dem Namen American Party firmierten, in den Kongress gewählt, dem er vom 4. März 1855 bis zum 3. März 1857 angehörte; um die Wiederwahl bewarb er sich nicht. Zu Beginn des Jahres 1864 ernannte ihn North Carolinas Gouverneur Zebulon Baird Vance zum Nachfolger des zum Justizminister der Konföderation berufenen George Davis im Senat. Diesem gehörte er dann nur kurz vom 22. Januar 1864 bis zum Ende der Sitzungsperiode am 17. Februar 1864 an.
Nach dem Krieg fungierte Reade 1865 als Präsident eines Konvents zur Reconstruction, der in Raleigh tagte. 1868 wurde er zum Richter am North Carolina Supreme Court berufen, was er bis 1879 blieb. Danach war er im Bankgewerbe beschäftigt.